# KS AZS Rafako Racibórz
KS AZS Rafako Racibórz – klub sportowy działający w Raciborzu, prowadzący siatkarskie szkolenie dzieci i młodzieży w oparciu o klasy sportowe w szkołach: SP nr 18, Gim. nr 3, oraz współpracujący z AZS Racibórz w Państwowej Wyższej Szkole Zawodowej. Drużyny Klubu biorą udział w rozgrywkach we wszystkich kategoriach wiekowych. Drużyna seniorów uczestniczy od sezonu 2002/2003 w rozgrywkach centralnych PZPS – II liga.

## Rys historyczny
Pod koniec 1954 roku w Fabryce Kotłów Rafako utworzono sekcję piłki siatkowej KS Rafako Racibórz której drużyna męska brała udział w rozgrywkach na szczeblu miejskim, w 1962 roku sekcja siatkówki włączona została do Klubu Sportowego „STAL” i I drużyna awansowała do ligo okręgowej w której występowała ze zmiennym szczęściem w latach 1963-1975. Końcówka lat siedemdziesiątych dla sekcji siatkówki była bardzo dobra, mianowicie w latach 1975-79 była najlepszą drużyną III ligi woj. opolskiego i corocznie walczyła o awans do II ligi. Awans drużyna wywalczyła w 1980 roku i w sezonie 1980/81 zajęła 7 miejsce. Drużynę reprezentowali następujący zawodnicy: M.Mitręga, B.Wilczek, M.Mikołajczak, Z.Surtel, M.Michalak, L.Kubica, Z.Zalewski,P.Jastrzębski, L.Kowalski, A.Szafirski, P.Pagacz a grającym trenerem był Józef Kawalec. W 1981 roku klub zawiesił działalność i nie zgłosił drużyny do rozgrywek II ligi w sezonie 1981/82. W 1982 roku reaktywowano działalność klubu a drużyna siatkarzy po sezonie w lidze okręgowej wywalczyła awans do ligi wojewódzkiej. W latach 1985–2001 I drużyna występowała w zajmując wysokie miejsca. Trenerami I drużyna kolejno byli: Mieczysław Skorupa, Jerzy Tomczyk, Marian Janas. W I zespole grali m.in. P. Wrzeszcz, D. Daszkiewicz, G. Ryś, R. Kołodziej. W roku 1997 juniorzy młodsi Klubu w  składzie J.Michalak (MVP ćwierćfinału i półfinału MP), T.Surtel, P.Banak, K.Makaryk, A.Kabziński, R.Gora, Szopa, G.Barciak pod wodza trenera D.Daszkiewicza wywalczyli awans do finałów Mistrzostw Polski zajmując 7-miejsce. Zawodnicy ci stanowili trzon zespołu który w sezonie 2001/2002 zdobyli Mistrzostwo Śląska i w turnieju barażowym w Świdniku wywalczyli awans do II ligi. Drużynę trenował Dariusz Daszkiewicz a awans wywalczyli zawodnicy: Przemysław Banak, Jakub Michalak (zdobył nagrodę MVP turnieju barażowego), Tomasz Surtel, Marcin Ratajczak, Mariusz Wąs, Grzegorz Barciak,  Tomasz Martyna, Andrzej Śmiatek, Grzegorz Musialik, Dawid Greloch, Marcin Seredyński, Jacek Nowak, Rafał Orłowski, Bartek Rogoziński, Marcin Gonsior.

## Kalendarium
- 1979/80 awans do II ligi
- 1982/83 reaktywowanie sekcji siatkówki i awans do ligi między wojewódzkiej
- 2001/2002 zdobycie mistrzostwa Śląska i awans do II ligi
- 2003 odłączenie od KS Rafako i utworzenie Klubu Siatkarskiego AZS Rafako Racibórz

## Bilans sezon po sezonie
| Sezon                                                     | Miejsce           |
| --------------------------------------------------------- | ----------------- |
| 1963-1975 - liga okręgowa                                 |                   |
| 1975/1976 - III liga                                      | 1                 |
| 1976/1977 - III liga                                      | 1                 |
| 1977/1978 - III liga                                      | 1                 |
| 1978/1979 - III liga                                      | 1                 |
| 1979/1980 - III liga                                      | awans do II ligi  |
| 1980/1981 - II liga                                       | 7                 |
| 1981/1982 - Klub nie zgłosił drużyny do rozgrywek II ligi |                   |
| 1982/1983 - liga okręgowa                                 | awans do III ligi |
| 1983-2002 - III liga                                      | awans do II ligi  |
| 2002/2003 - II liga                                       | 5                 |
| 2003/2004 - II liga                                       | 7                 |
| 2004/2005 - II liga                                       | 5                 |
| 2005/2006 - II liga                                       | 4                 |
| 2006/2007 - II liga                                       | 6                 |
| 2007/2008 - II liga                                       | 5                 |
| 2008/2009 - II liga                                       | 4                 |
| 2009/2010 - II liga                                       | 6                 |
| 2010/2011 - II liga                                       | 7                 |
| 2011/2012 - II liga                                       | 5                 |
| 2012/2013 - II liga                                       | 4                 |
| 2013/2014 - II liga                                       | 9                 |
| 2014/2015 - II liga                                       | 9                 |

Poziom rozgrywek:
     pierwszy, najwyższy ogólnokrajowy
     drugi
     trzeci
     czwarty
     piąty

## Wychowankowie klubu, reprezentanci Polski
- Krzysztof Makaryk, reprezentant Polski juniorów 1999
- Michał Kamiński, reprezentant Polski juniorów 2002, Mistrz Europy juniorów
- Damian Domonik, reprezentant Kadry B
- Dawid Gunia, reprezentant Kadry B